# Рапчевский, Иван Филиппович
Рапчевский (Ян-Антон) Иван Филиппович (пол. Jan Antoni Rapczewski; 25 декабря 1855 (6 января 1856), Бяла Подляска — 28 февраля 1939, Варшава) — российский и польский военный врач и ученый-бактериолог. Тайный советник (1908).

## Биография
Родился 25 декабря 1855 (6 января 1856) в Бяле Подляска. Поляк.
В 1873 году окончил гимназию в Бяле Подляска. Затем учился в Санкт-Петербургской медико-хирургической академии, полный курс которой окончил в 1878 году. В годы обучения получал стипендию, учрежденную действительным статским советником А. И. Ивановым для 1-2 лучших студентов петербургских высших учебных заведений.
После окончания академии работал ассистентом в Медико-хирургической академии под руководством Э. Э. Эйхвальда (в клиническом военном госпитале) и Ф. А. Лёша (в терапевтической клинике). В 1881 году успешно защитил диссертацию на тему «О патолого-анатомическом изменении слизистой оболочки желудка при остром воспалении» и получил звание доктора медицины. В 1882 году отправился на юг России, где работал военным врачом в Харькове и Славянске, а затем — в Архангелогородском 17-м пехотном полку.
В 1884 году Рапчевский вернулся в Петербург и с 1885 года стал приват-доцентом, вел курс бактериологии. Работал в терапевтической клинике под руководством В. А. Манассеина и заведовал лабораторией бактериологии на кафедре общей патологии и терапии.
В 1885 году был направлен в Испанию для изучения холеру и методов борьбы с ней. Изучал опыт доктора Х. Феррана, разработавшего и применившего собственную методику вакцинации против холеры. После возвращения в Россию был направлен в 1886 году в Подольскую губернию для борьбы с холерой. Занимался вопросом о профилактических прививках, чему посвятил несколько работ.
В 1887—1889 годах занимался исследованием пендинской язвы в Средней Азии — заболевания, которое массово поражало солдат, особенно в районе Пендинского оазиса (долина реки Мургаба вблизи нынешнего поселка Тахтабазар). Например, в 1885 году в Мургабском военном отряде, насчитывавшем 1800 человек, заболело пендинской язвой 85 % состава. Во время изучения заболевания Рапчевский наблюдал 376 больных с 8708 язвами. Возбудителя пендинской язвы позже выявил П. Ф. Боровский.
С 1891 года заведовал лабораторией Главного военно-медицинского управления.
В начале 1890-х годов Рапчевский разработал модель вакуумпароформалиновой камеры для дезинфекции кожаных, меховых и других вещей, не выдерживающих высокой температуры и влажности. Вещи в камере обрабатывались пароформальдегидной смесью при давлении ниже атмосферного. Поначалу считалось, что это улучшает проникновение дезинфицирующей смеси в глубь вещей. В 1891 году Рапчевский получил в аппарате вакуум до 250 мм рт. ст. при помощи парового эжектора. Впоследствии было установлено, что использование вакуума не даёт существенного преимущества перед дезинфекцией пароформалиновой смесью той же температуры при атмосферном давлении.
С 17 марта 1896 года и до 1917 года — непременный член Военно-медицинского ученого комитета. В 1899 году произведен в чин действительного статского советника. Занимался вопросами питания и санитарного обеспечения армии, проектированием очистных сооружений и военных казарм, разработкой положений по борьбе с инфекционными заболеваниями и т. д. В период русско-японской войны занимался правилами подготовки консервов для армии.
С 1890 по 1913 год Рапчевский представлял Россию на всех международных конгрессах, посвященных военной медицине.
6 декабря 1908 года произведен в чин тайного советника.
Редактор «Военно-медицинского журнала» (1910—1917).
В 1918—1923 годах Рапчевский заведовал кафедрой бактериологии Советского института для усовершенствования врачей, в 1920—1923 годах был профессором бактериологии в Петроградском технологическом институте.
В 1923 году уехал в Польшу. С 1 августа 1923 года был научным руководителем гигиенической мастерской Военно-санитарного института и профессором гигиены (1923—1927). Одновременно был профессором пищевых технологий Высшей школы интендантов (1923—1927). В 1927 году вышел на пенсию по старости.
Рапчевский скончался в Варшаве 11 февраля 1939 года, он был похоронен на Воинском кладбище Повонзки.

## Семья
Отец — Филипп Рапчевский, польский мелкопоместный дворянин, местный кассир. Мать — Полина Рапчевская.
Жена — Александра Рапчевская, в девичестве Бухманова. Детей не было.

## Награды
- Орден Святого Владимира III степени (1896).
- Орден Святого Станислава I степени (1901).
- Орден Святой Анны I степени (1904).
- Орден Святого Александра Невского (20 августа 1915).
- Орден Возрождения Польши[6].